# Gianfrancesco Guidi di Bagno
Gianfrancesco Guidi di Bagno (Firenze, 4 ottobre 1578 – Roma, 24 luglio 1641) è stato un cardinale italiano della Chiesa cattolica, nominato da papa Urbano VIII.

## Biografia
Nacque a Firenze nel 1578 da Fabrizio Guidi di Bagno, marchese di Montebello e da Laura Colonna figlia del duca di Zagarolo, Pompeo Colonna. Studiò a Pisa e a Bologna.
Fu nominato cardinale in pectore da papa Urbano VIII nel concistoro del 30 agosto 1627 e reso pubblico nel concistoro del 19 novembre 1629. Ricevette la porpora e il titolo dei Santi Bonifacio e Alessio il 26 maggio 1631.
Al cardinale, grande mecenate di studiosi, Pompeo Angelotti dedicò la sua Descrittione della citta di Rieti in occasione della sua nomina a vescovo della diocesi.
Morì a Roma il 24 luglio 1641. Fu sepolto nella basilica dei Santi Bonifacio e Alessio.

## Genealogia episcopale e successione apostolica
La genealogia episcopale è:
- Arcivescovo Filippo Archinto
- Papa Pio IV
- Cardinale Giovanni Antonio Serbelloni
- Cardinale Carlo Borromeo
- Cardinale Ottavio Paravicini
- Cardinale Giambattista Leni
- Cardinale Gianfrancesco Guidi di Bagno

La successione apostolica è:
- Arcivescovo Charles de Montchal (1628)

## Ascendenza
|                                                 |                                     |                                                    | Genitori                                                        |  |  | Nonni |  |  | Bisnonni                      |  |  | Trisnonni                              |  |
|                                                 |                                     |                                                    |                                                                 |  |  |       |  |  | Niccolò Guidi, conte di Bagno |  |  | Giovan Francesco Guidi, conte di Bagno |  |
|                                                 |                                     |                                                    |                                                                 |  |  |       |  |  | Niccolò Guidi, conte di Bagno |  |  | Giovan Francesco Guidi, conte di Bagno |  |
|                                                 |                                     | Ermellina Malatesta                                |                                                                 |  |  |       |  |  | Niccolò Guidi, conte di Bagno |  |  |                                        |  |
| Giovan Francesco Guidi, conte di Bagno          |                                     |                                                    |                                                                 |  |  |       |  |  | Niccolò Guidi, conte di Bagno |  |  |                                        |  |
|                                                 |                                     | Silvia di Somma, baronessa di Miranda              | Fabrizio di Somma, barone di Miranda                            |  |  |       |  |  |                               |  |  |                                        |  |
|                                                 |                                     | Silvia di Somma, baronessa di Miranda              | Fabrizio di Somma, barone di Miranda                            |  |  |       |  |  |                               |  |  |                                        |  |
|                                                 |                                     | Silvia di Somma, baronessa di Miranda              | Paola Colonna                                                   |  |  |       |  |  |                               |  |  |                                        |  |
| Fabrizio Guidi di Bagno, marchese di Montebello |                                     | Silvia di Somma, baronessa di Miranda              |                                                                 |  |  |       |  |  |                               |  |  |                                        |  |
|                                                 |                                     | conte Francesco Rangoni, patrizio di Modena        | Niccolò Maria Rangoni, conte di Castel Crescente                |  |  |       |  |  |                               |  |  |                                        |  |
|                                                 |                                     | conte Francesco Rangoni, patrizio di Modena        | Niccolò Maria Rangoni, conte di Castel Crescente                |  |  |       |  |  |                               |  |  |                                        |  |
|                                                 |                                     | conte Francesco Rangoni, patrizio di Modena        | Bianca Bentivoglio                                              |  |  |       |  |  |                               |  |  |                                        |  |
| Bianca Rangoni, signora di Spalamberto          |                                     | conte Francesco Rangoni, patrizio di Modena        |                                                                 |  |  |       |  |  |                               |  |  |                                        |  |
|                                                 |                                     | Fiammetta d'Appiano                                | Jacopo IV d'Appiano, signore di Piombino                        |  |  |       |  |  |                               |  |  |                                        |  |
|                                                 |                                     | Fiammetta d'Appiano                                | Jacopo IV d'Appiano, signore di Piombino                        |  |  |       |  |  |                               |  |  |                                        |  |
|                                                 |                                     | Fiammetta d'Appiano                                | Vittoria Todeschini Piccolomini d'Aragona                       |  |  |       |  |  |                               |  |  |                                        |  |
| Gianfrancesco Guidi di Bagno                    |                                     | Fiammetta d'Appiano                                |                                                                 |  |  |       |  |  |                               |  |  |                                        |  |
|                                                 | Camillo Colonna, I duca di Zagarolo | Marcello Colonna, signore di Zagarolo e Calabritto |                                                                 |  |  |       |  |  |                               |  |  |                                        |  |
|                                                 | Camillo Colonna, I duca di Zagarolo | Marcello Colonna, signore di Zagarolo e Calabritto |                                                                 |  |  |       |  |  |                               |  |  |                                        |  |
|                                                 | Camillo Colonna, I duca di Zagarolo | Margherita delli Monti                             |                                                                 |  |  |       |  |  |                               |  |  |                                        |  |
| Pompeo Colonna, II duca di Zagarolo             | Camillo Colonna, I duca di Zagarolo |                                                    |                                                                 |  |  |       |  |  |                               |  |  |                                        |  |
|                                                 |                                     | Vittoria Colonna di Zagarolo                       | Pierfrancesco Colonna, signore di Zagarolo, Gallicano e Colonna |  |  |       |  |  |                               |  |  |                                        |  |
|                                                 |                                     | Vittoria Colonna di Zagarolo                       | Pierfrancesco Colonna, signore di Zagarolo, Gallicano e Colonna |  |  |       |  |  |                               |  |  |                                        |  |
|                                                 |                                     | Vittoria Colonna di Zagarolo                       | Laura di Somma                                                  |  |  |       |  |  |                               |  |  |                                        |  |
| Laura Colonna di Zagarolo                       |                                     | Vittoria Colonna di Zagarolo                       |                                                                 |  |  |       |  |  |                               |  |  |                                        |  |
|                                                 |                                     | Marzio Colonna, conte di Marieri                   | Ottaviano Colonna, nobile romano                                |  |  |       |  |  |                               |  |  |                                        |  |
|                                                 |                                     | Marzio Colonna, conte di Marieri                   | Ottaviano Colonna, nobile romano                                |  |  |       |  |  |                               |  |  |                                        |  |
|                                                 |                                     | Marzio Colonna, conte di Marieri                   | …                                                               |  |  |       |  |  |                               |  |  |                                        |  |
| Orinzia Colonna, contessa di Marieri e Cicoli   |                                     | Marzio Colonna, conte di Marieri                   |                                                                 |  |  |       |  |  |                               |  |  |                                        |  |
|                                                 |                                     | Livia Colonna di Paliano                           | Marcantonio Colonna, signore di Paliano                         |  |  |       |  |  |                               |  |  |                                        |  |
|                                                 |                                     | Livia Colonna di Paliano                           | Marcantonio Colonna, signore di Paliano                         |  |  |       |  |  |                               |  |  |                                        |  |
|                                                 |                                     | Livia Colonna di Paliano                           | Lucrezia Gara della Rovere                                      |  |  |       |  |  |                               |  |  |                                        |  |
|                                                 |                                     | Livia Colonna di Paliano                           |                                                                 |  |  |       |  |  |                               |  |  |                                        |  |